# Sfera ICRU
La sfera ICRU è un dispositivo definito nel 1980 dalla ICRU (International Commission on Radiation Units and Measurements) che approssima il comportamento dei tessuti molli del corpo umano quando questo è sottoposto a radiazioni ionizzanti.
Si tratta di una "sfera virtuale" (in quanto non si tratta di una sfera "reale", bensì di un ente ipotetico introdotto ai fini della modellazione matematica) che viene utilizzata spesso nelle pratiche di radioprotezione, ad esempio per la determinazione di alcune grandezze operative (equivalente di dose ambientale e equivalente di dose direzionale).

## Dimensioni e composizione standard
La sfera ICRU è una sfera di materiale tessuto equivalente, con la seguente composizione atomica, relativa alla massa: 76,2% di ossigeno, 11,1% di carbonio, 10,1% di idrogeno e 2,6% di azoto.
Ha un diametro di 30 centimetri e la sua densità è di 1 g/cm3.